# Marysia Sadowska (album)
Marysia Sadowska - album solowy polskiej piosenkarki Marysi Sadowskiej. Wydawnictwo ukazało się 23 lutego 2004 roku nakładem wytwórni muzycznej Sony Music.
Nagrania dotarły do 38. miejsca zestawienia OLiS.

## Lista utworów
Opracowano na podstawie materiału źródłowego.
1. "Dziki" (sł. Maria Pawlikowska-Jasnorzewska, muz. Marysia Sadowska) - 3:55
2. "Chcemy tylko tańczyć" (sł. Maria Pawlikowska-Jasnorzewska, muz. Marysia Sadowska) - 5:43
3. "Zeszłego roku" (sł. Maria Pawlikowska-Jasnorzewska, muz. Marysia Sadowska) - 4:34
4. "Fotografia" (sł. Maria Pawlikowska-Jasnorzewska, muz. Marysia Sadowska) - 5:13
5. "Kto chce" (sł. Maria Pawlikowska-Jasnorzewska, muz. Zygmunt Konieczny) - 5:09
6. "Tomaszów" (sł. Julian Tuwim, muz. Marysia Sadowska) - 4:56
7. "Skazańcy" (sł. Maria Pawlikowska-Jasnorzewska, muz. Marysia Sadowska) - 4:44
8. "O mnie o tobie" (sł. Marysia Sadowska, muz. Marysia Sadowska) - 5:21
9. "Zan" (sł. Maria Pawlikowska-Jasnorzewska, muz. Maciej "Envee" Goliński) - 7:05
10. "Piątka" (sł. Maria Pawlikowska-Jasnorzewska, muz. Arek Nawrocki) - 3:19
11. "Bezpiecznie" (sł. Maria Pawlikowska-Jasnorzewska, muz. Maciej "Envee" Goliński) - 4:10
12. "Miss ziemia" (sł. Maria Pawlikowska-Jasnorzewska, muz. Marysia Sadowska) - 6:21
13. "Pocałunki" (sł. Maria Pawlikowska-Jasnorzewska, muz. Marysia Sadowska) - 5:03
14. "Chcemy tylko tańczyć (Eddy & Dus Kontrapunkt Remix)" (sł. Maria Pawlikowska-Jasnorzewska, muz. Marysia Sadowska) - 6:14